# Рижская ГЭС
Ри́жская ГЭС (латыш. Rīgas hidroelektrostacija, Rīgas HES) — гидроэлектростанция на реке Даугава (Западная Двина), расположенная в городе Саласпилс, недалеко от южной границы Риги.

## Основные сведения
Проектировщик станции — институт «Гидропроект».
Рижская ГЭС введена в эксплуатацию в 1974 году. Строительство плотины было закончено в конце 1970-х годов.
Общая установленная мощность станции — 402 МВт. Установлено шесть генераторов, трансформаторов и две линии электропередачи 330 кВ (в Саласпилс и Бишуциемс).
Для возведения ГЭС была построена плотина на Даугаве до середины острова Долес, половина которого, вместе с другими мелкими островами, впоследствии затоплена Рижским водохранилищем.
По гребню плотины проложено автомобильное шоссе, являющееся частью Рижской окружной автодороги (латыш. Rīgas apvedceļš). Были построены и железнодорожные пути, которые использовались в ходе строительства (от железнодорожной станции Саласпилс до середины острова). В начале XXI века их разобрали за ненадобностью (на левом берегу железных дорог поблизости нет).
В середине водохранилища установлена опора линий электропередач, поддерживающая две линии по 330 кВ из Саласпилса в Елгаву и к станции. Расстояние между берегами приблизительно 1 км.
Электростанция обслуживается компанией «Латвэнерго».

## Значение
Рижская ГЭС играет особую роль в развитии Риги. Она является важным источником пиковой электроэнергии в городе, а Рижское водохранилище — источником водопроводной воды для большинства жителей. Кроме того, электростанция является регулятором напряжения и резервом мощности в сетях Латвии, наряду с рижскими ТЭЦ-1 и ТЭЦ-2.